# Diesnogorsk
Diesnogorsk – miasto w Rosji, w obwodzie smoleńskim, 153 km na południowy wschód od Smoleńska. W 2009 liczyło 31 239 mieszkańców.
Diesnogorsk powstał w 1974 podczas budowy Smoleńskiej Elektrowni Atomowej jako osiedle wokół elektrowni.